# KLM Autobusbedrijf

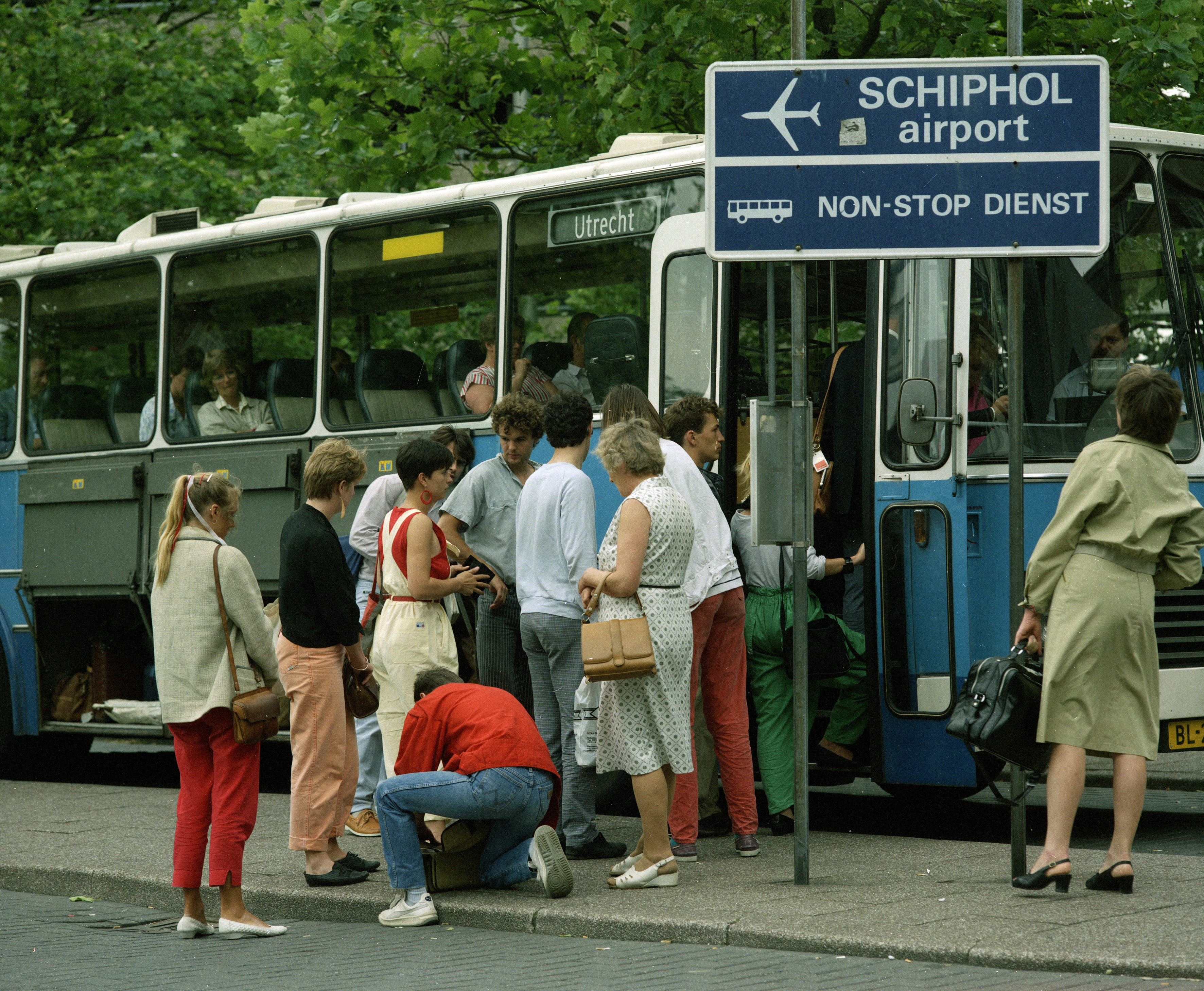
Reizigers voor de KLM-bus, 1985

Het KLM Autobusbedrijf is een dochteronderneming van de KLM die in 1947 werd opgericht in samenwerking met de Nederlandse Spoorwegen. Beide bedrijven hadden 50% van de aandelen. De busdiensten zijn speciaal bedoeld voor luchtreizigers van en naar luchthaven Schiphol.

## Geschiedenis
Al eerder werden er busdiensten gereden voor vliegtuigpassagiers, maar dat vervoer werd niet door de KLM zelf verzorgd. De eerste eigen bussen reden in 1950 en waren uitgevoerd in donkerblauw, later in de lichtblauwe KLM-huisstijl. Het personeel was in dienst van de KLM. 
De bussen waren in principe uitsluitend bedoeld voor vliegtuigpassagiers van alle luchtvaartmaatschappijen die op Schiphol kwamen, maar ook KLM-personeelsleden konden er van gebruik maken. Het was echter geen openbaar vervoer en het tarief was hoger, tot wel drie maal duurder dan het normale tarief van het openbaar vervoer. Er bestonden geen retours, alleen enkele reizen. In sommige gevallen was de ritprijs nochtans bij het vliegticket inbegrepen. Toch konden, indien er plaats was, ook niet-luchtreizigers worden vervoerd, maar deze moesten hun plaats afstaan bij komst van luchtreizigers. De kaartjes werden door de chauffeur verkocht, eerst buiten voor de busdeur, maar later van achter het stuur. Om de kaartverkoop te versnellen werd ook wel gebruik gemaakt van een becksonapparaat. Ook had de chauffeur al vroeg de beschikking over een mobilofoon waarmee de dienstleiding vertragingen en files kon doorgeven. Ook kon de chauffeur een vertraagde passagier aanmelden, die zijn vlucht moest halen. 
De bussen waren via de inkoopafdeling van de NS aangeschaft en opgenomen in de centrale nummering van het NS-materieel. Ze waren van de merken Crossley, AEC en Leyland (later ook Neoplan) met carrosserieën van Verheul en Roset (later ook Den Oudsten). Het dagelijks onderhoud vond plaats bij de KLM, voor groot onderhoud gingen de bussen naar het Centraal Autoherstel Bedrijf (CAB) van de NS in Utrecht. Ze waren aangepast met luxe zitplaatsen en hadden veel ruimte voor bagage met onder andere kofferrekken. De chauffeurs (officieel aangeduid als "coach captains") waren behulpzaam met het in-en uitladen van de bagage, maar bij drukke ritten waren er ook speciale "bagagisten". De bussen vertrokken steeds van het busstation op Schiphol en stopten ook bij de aankomst- en vertrekhal.
Er waren diensten naar:
- Amsterdam Centraal Station (westzijde bij het zogenaamde Entosspoor), tot omstreeks 1965. In de jaren vijftig vertrok deze bus vanaf het eerste perron.
- Amsterdam Museumplein (bij KLM-kantoor) (tot 1949 Leidseplein),
- Den Haag Kalvermarkt (bij KLM-busstation), vanaf omstreeks 1965 station Den Haag Staatsspoor (sinds 1973 Station Den Haag Centraal)
- Station Rotterdam Centraal (Delftseplein)
- Station Utrecht Centraal (Jaarbeursplein) in samenwerking met Maarse & Kroon.

Ook werden ritten gemaakt van het Rotterdamse vliegveld Zestienhoven naar Den Haag en Rotterdam.
De dienstregeling van de bussen stond in de KLM-dienstregeling vermeld en was afgestemd op de vertrek- en aankomsttijden van de vliegtuigen, met ook zeer vroege en zeer late ritten. In de jaren zestig hebben er korte tijd  ook diensten bestaan vanuit andere plaatsen in Nederland, zoals Arnhem, Den Bosch, Dordrecht, Eindhoven en Tilburg. 
In 1972 bestond het bedrijf 25 jaar en was nog steeds succesvol en winstgevend. Echter, in 1968 was besloten dat Schiphol aansluiting zou krijgen op het spoorwegnet. Tot 20 december 1978 was Schiphol met het normale openbaar vervoer alleen bereikbaar met busdiensten van Centraal Nederland en nog niet per trein. De opening van het eerste deel van de Schiphollijn naar Amsterdam-Zuid had nog geen gevolgen voor het KLM-busbedrijf, maar met de verlenging in 1981 naar Leiden, waarbij Den Haag en Rotterdam rechtstreeks per trein bereikbaar werden vanaf Schiphol, verdwenen de busdiensten van/naar Den Haag en Rotterdam. In 1986 bij de opening van de westtak, waarbij ook Amsterdam Centraal rechtstreeks bereikbaar werd, verdween ook deze dienst. Ook de dienst naar Utrecht werd hierom opgeheven, omdat reizigers uit Utrecht middels een overstap op Amsterdam Centraal de reis per trein konden afleggen. Een poging van de busmaatschappij Centraal Nederland om deze busdienst over te nemen werd verboden. De busdienst naar het Museumplein in Amsterdam bleef echter vooralsnog gehandhaafd om luchtreizigers een directe verbinding met het centrum van Amsterdam te blijven bieden.
Al voor de opheffing verzorgde het bedrijf ook ander vervoer zoals excursies en rondritten voor toeristen maar ook pendelritten naar hotels. Een deel van de activiteiten werd overgenomen door Centraal Nederland en dochterbedrijven. In 1987 is het bedrijf opgegaan samen met Intern Vervoer tot KLM Wegvervoer met als voornaamste activiteit het shuttlebusvervoer naar een aantal grote Amsterdamse hotels.
Vanaf 2015 heeft de KLM weer een eigen busservice voor reizigers uit Nijmegen/Arnhem en Maastricht/Eindhoven van en naar Schiphol. De bussen hebben KL-vluchtnummers en de rit vanuit Maastricht stopt ook op de luchthavens van Maastricht en Eindhoven.

## Galerij

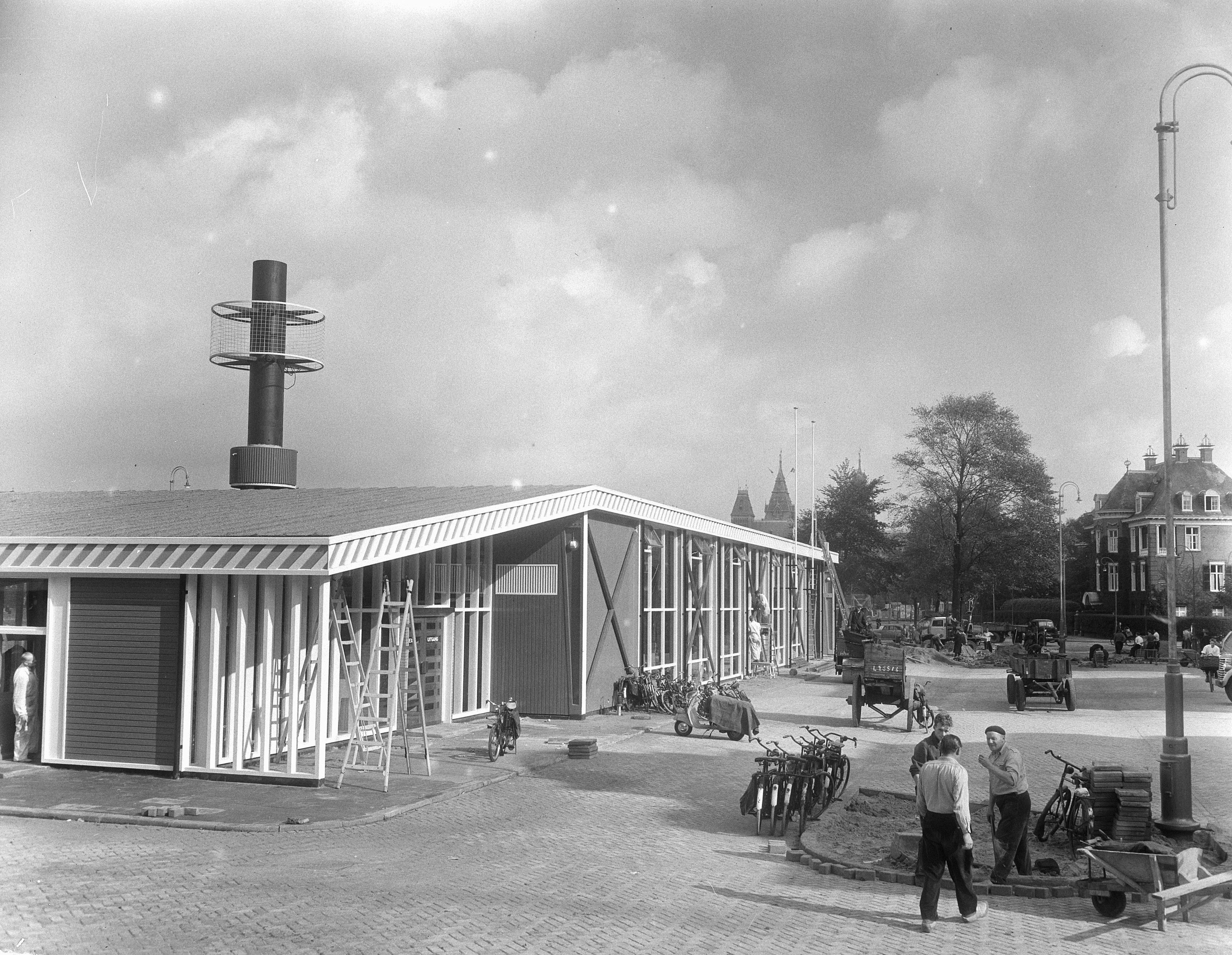
KLM-busstation in aanbouw op het Museumplein in Amsterdam, 1953
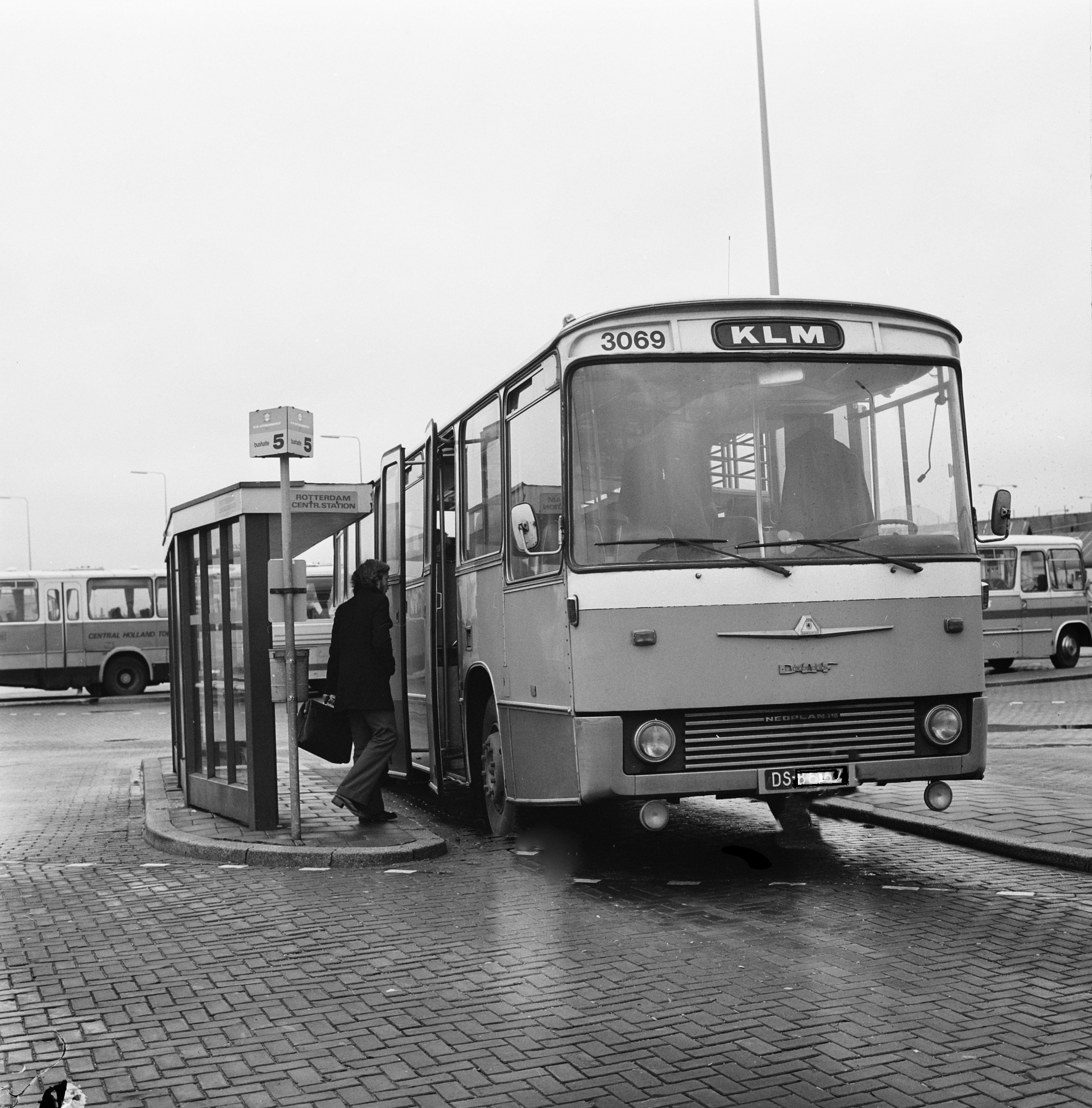
Bus 3069 in 1974 op het busstation Schiphol
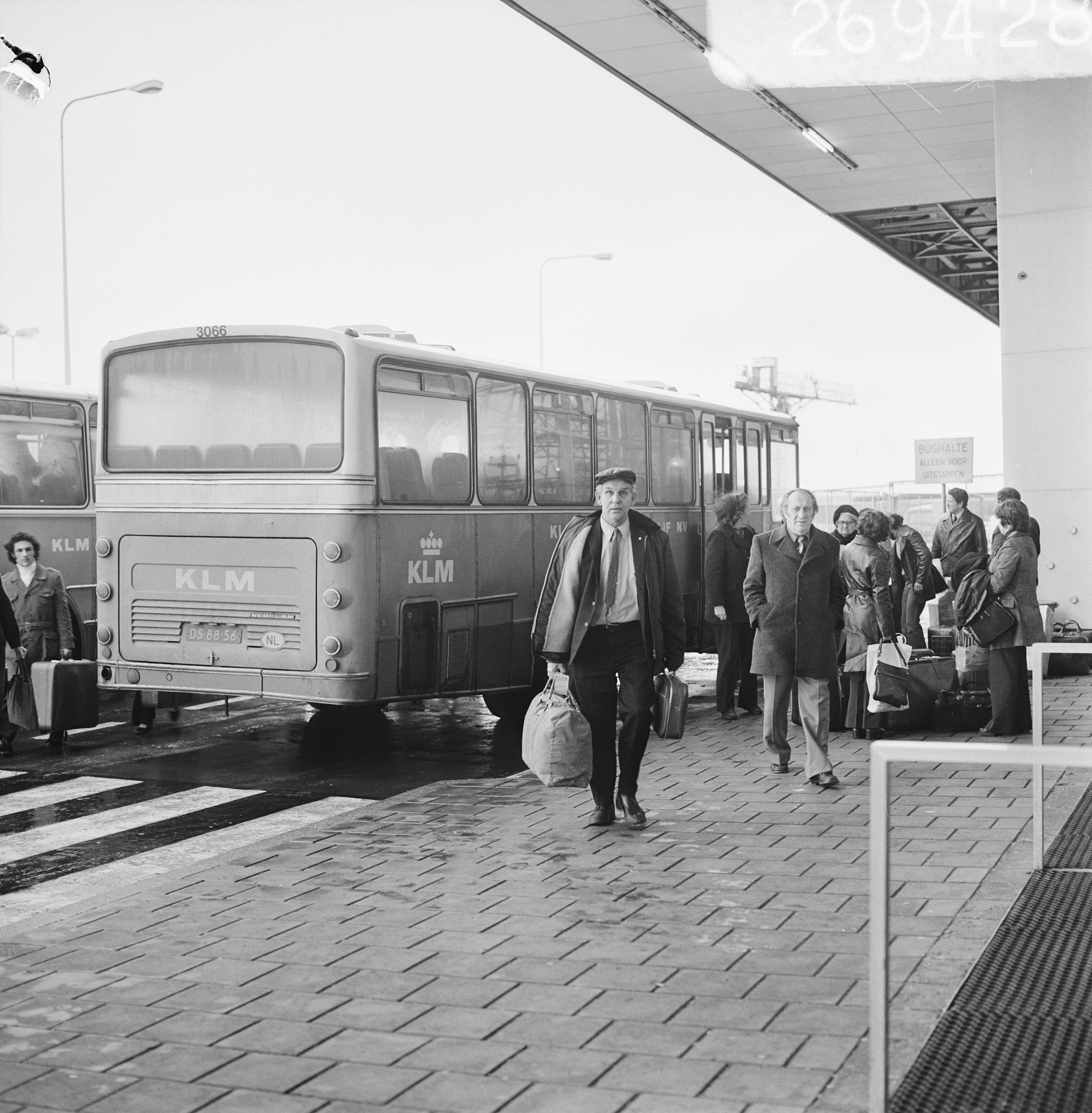
Bus 3066
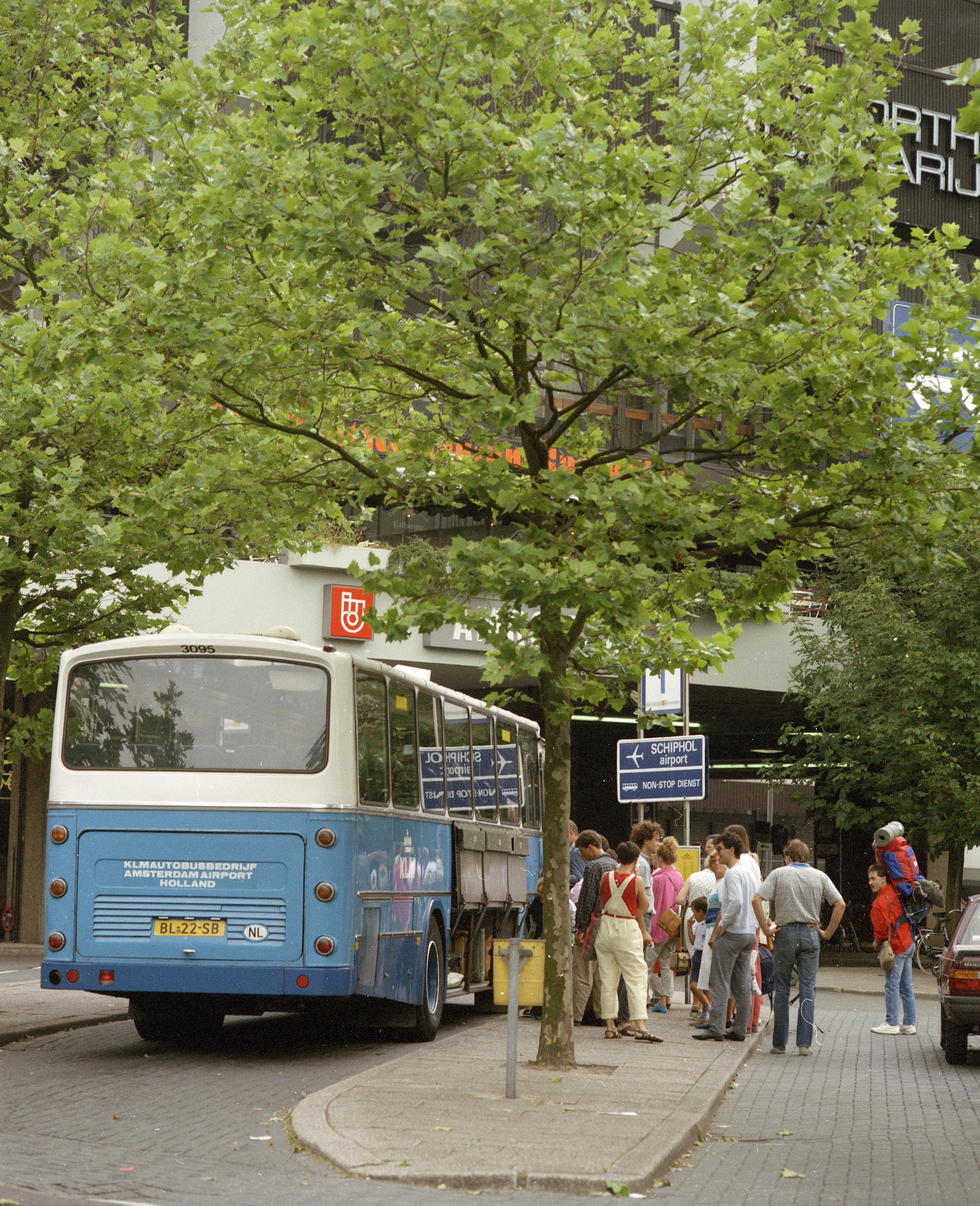
Een bus van het KLM autobusbedrijf op het busstation van Utrecht Centraal, 1985
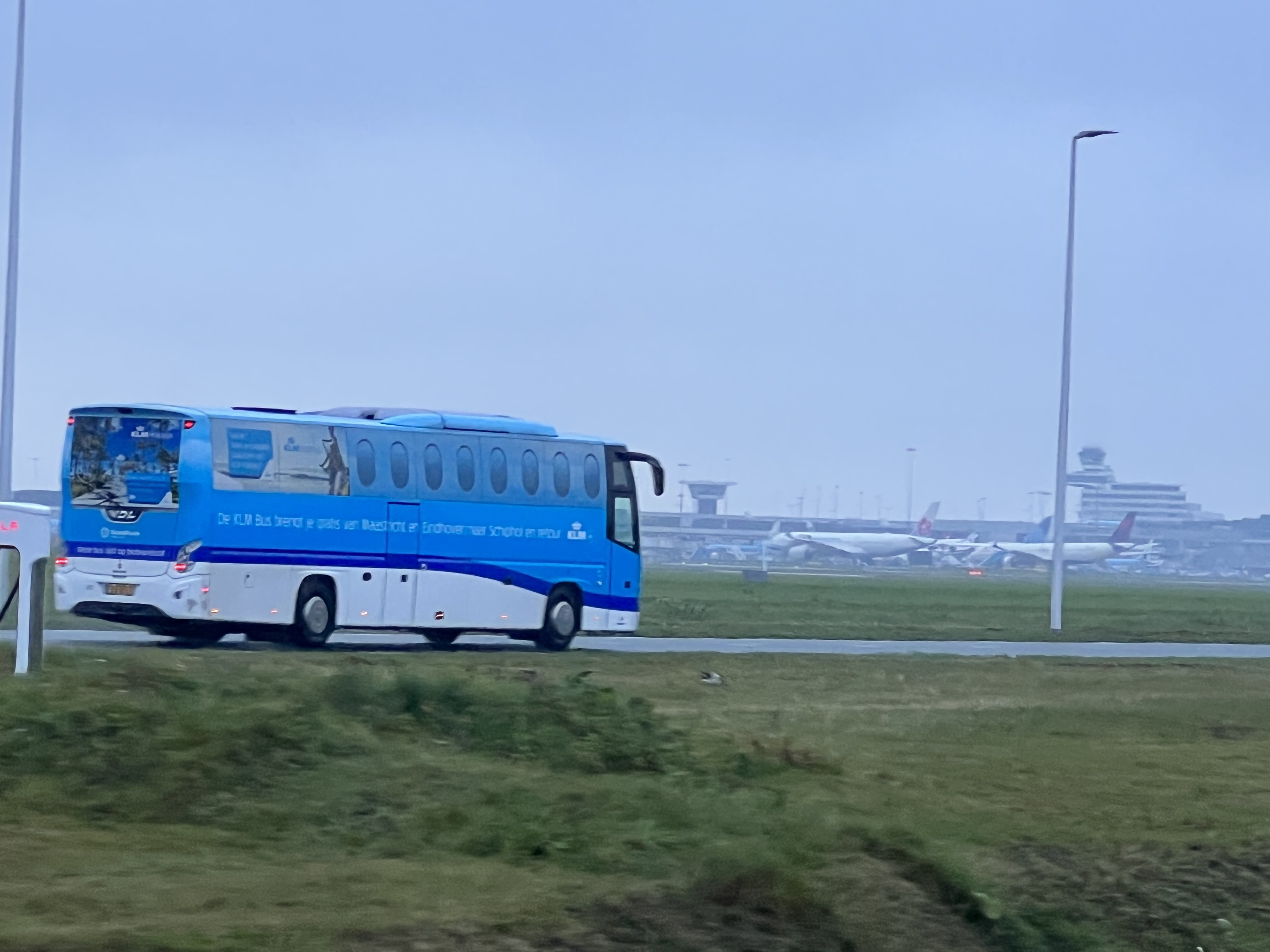
Een bus van de KLM op Schiphol, september 2022